# O Espetáculo do Circo dos Horrores
O Espetáculo do Circo dos Horrores é o oitavo álbum do grupo de rap Facção Central, lançado em 6 de junho de 2006. É um disco duplo.

## Faixas

### CD 1
| Nº | Título                             | Duração |
| -- | ---------------------------------- | ------- |
| 1  | O circo chegou                     | 6:41    |
| 2  | O espetáculo do circo dos horrores | 3:55    |
| 3  | Cartilha do ódio                   | 4:23    |
| 4  | Castelo triste                     | 6:05    |
| 5  | Abismo das almas perdidas          | 5:05    |
| 6  | Interlúdio                         | 0:27    |
| 7  | Sonhos que eu não quero ter        | 4:41    |
| 8  | Aparthaid no dilúvio de sangue     | 6:56    |
| 9  | Resgate                            | 4:55    |
| 10 | Homenagem póstuma                  | 5:18    |
| 11 | Livro de auto ajuda                | 4:45    |
| 12 | Sem limites                        | 5:18    |
| 13 | Espada no dragão                   | 5:11    |
| 14 | Aonde o filho chora e a mãe não vê | 5:21    |

### CD 2
| Nº | Título                        | Duração |
| -- | ----------------------------- | ------- |
| 1  | A bactéria FC                 | 4:42    |
| 2  | Roleta macabra                | 5:17    |
| 3  | Front de madeirite            | 5:35    |
| 4  | Cortando o mau pela raiz      | 5:30    |
| 5  | Pacto com o diabo             | 5:30    |
| 6  | Bala perdida                  | 5:09    |
| 7  | Tecla pause                   | 5:05    |
| 8  | Memórias do apocalipse        | 4:11    |
| 9  | A Capela dos 50.000 espíritos | 5:56    |
| 10 | Passageiro da agonia          | 5:16    |
| 11 | O Rei da montanha             | 6:16    |
| 12 | De mãos dadas com o inimigo   | 6:06    |

## Prêmios
| Ano  | Prêmio       | Categoria           | Ref   |
| ---- | ------------ | ------------------- | ----- |
| 2006 | Prêmio Hutúz | Melhor álbum do ano | [ 1 ] |